# Arte, amor y todo lo demás
Arte, amor y todo lo demás, también Esas hojas caídas o Esas hojas estériles, es una novela satírica del escritor inglés Aldous Huxley publicada en 1925. El título original (Those Barren Leaves) deriva del poema The Tables Turned escrito por William Wordsworth. Los personajes pertenecen a la clase alta. Cuenta la historia de Mrs Aldwinkle y su séquito, que se encuentran reunidos en un palacio italiano.